# 夢 (1990年電影)
《夢》（日語：ゆめ）乃日本知名導演黑澤明在1990年執導的電影，是由八個夢境片段組成，曾入圍1990年坎城影展。

## 劇情提要

### 第一段：太陽雨
突然下了一場太陽雨，母親忙著收拾曝曬之物，一邊對著小孩說：「這種既有太陽又有雨的天氣你可別出去，否則會遇到狐狸娶親唷！」不信邪的小孩反而跑入森林偷看狐狸迎娶的隊伍，不幸被娶親隊伍察覺後慌忙快跑回家。結果母親站在家門口遞出一把短刀，說是狐狸來家裡找過小孩了，母親嚴厲地要小孩去向狐狸道歉，不然就用這把短刀切腹自盡。小孩哭著說：「上哪兒去找狐狸？」母親答：「去彩虹的盡頭便可看到狐狸！沒有獲得牠們的原諒你就別想跨入家門一步！」說完便把大門闔上，小孩則前往彩虹的盡頭找尋狐狸……

### 第二段：桃園
女兒節當天姊姊的朋友到家裡作客，我端出6份糕點請她們吃。但姊姊說現場只有5位朋友，明明我看到了6位，後來才發現有個女孩出現在門外，我立即追了出去。女孩跑到桃園便消失無蹤，我卻發現桃樹們化作人形娃娃，控訴人類砍伐桃樹以慶祝女兒節。我哭著說當時砍樹即感到不捨，桃樹精們遂為了我翩翩起舞，再現桃花盛開之美。曇花一現後，遺留下來的只有折枝的桃樹和一株幼苗。

### 第三段：暴風雪
吹了好多天的暴風雪將四個男人困在高山上，無法走回營地。同伴紛紛倒地之際，最後一個意志堅強的男人也幾乎放棄希望癱倒在地，半睡半醒之間見到了雪女，雪女一面拿著絲巾覆蓋男子助其取暖，一面喃喃地說：「雪是暖的，冰是熱的。」，覺得不對勁的男子突然驚醒，發現蓋在身上的是一層厚厚的雪，剛才如果誤信雪女的蠱惑就這麼睡下去必然凍死，起身後發現暴風雪也已停止，男子馬上打起精神叫起所有同伴不要放棄繼續前進，果然看見營地就在不遠處。

### 第四段：隧道
退伍的少尉回鄉途中經過一個陰森的隧道，接著隧道裡走出一個士兵鬼魂，原來是他的部屬野口二等兵。野口質疑自己是否真的戰死沙場，直到少尉親口證實他的死亡，沮喪的野口才走回隧道。後來一整個小隊的士兵從隧道列隊出來，原來他們全被敵軍殲滅，少尉痛苦地向他們道歉，原本應該大家一同殉身，卻只有他一人苟活，他自己內心也很痛苦，請這些弟兄在九泉之下安息。

### 第五段：鴉
一名畫家參觀梵谷的畫展，卻不知不覺進入其畫作中。他找尋到了梵谷，從言談裡感受到其創作狂熱。畫家隨著梵谷的腳步，從這幅畫追到下幅畫，當他來到一處麥田時卻失去其蹤影。剎那之間成群的烏鴉從麥田上空飛過，畫家驚嘆之際發現這是一場想像，而他正站在《麥田群鴉》這幅畫前欣賞。
不過有趣的是，飾演畫家的寺尾聰對梵谷說的是英語，對路上的村民說的卻是法語。

### 第六段：紅色富士山
富士山被火光映照得通紅，原來是核能發電廠爆炸，引發民眾驚慌逃難。一名著西裝的男子和一對母子逃到了海邊，著西裝的男子坦承他是核能發電廠的負責人，因操作不慎引起爆炸，遂跳海自殺。空氣中佈滿劇毒物質，男子拚命揮舞雙手，想保護母子免於受到有毒氣體的汙染，一切卻只是徒勞無功。

### 第七段：鬼泣
一名男子走在荒涼的大地，遇到了一個頭上長了一隻角的食人鬼。後者帶他參觀遭受輻射汙染後的人間煉獄，植物產生突變，人類也突變成有角的食人鬼，一隻角的被二、三隻角的食人鬼吞食，大家相互毀滅啃噬。單角食人鬼抱怨這都是核子大戰引發的禍害，同時也企圖吃掉男孩，嚇得他落荒而逃。

### 第八段：水車村
一名男子來到一座綠水潺流、輕風徐拂的世外桃源，村莊裡有許多大小不一的水車。男子看見一群小孩摘取花朵，依序放置在木橋旁的石頭上，然後他遇見了一位修理水車葉片的老者。老者崇尚自然的生活方式，對於科學帶來的便利並不以為然。此時村莊裡傳來音樂聲，原來村民正為老者的初戀情人送葬。對村民來說，亡者可以入土為安是一件值得高興的事，所以他們都會興高采烈地舉辦葬禮，所以老者也手舞足蹈加入送葬隊伍。男子望著潺潺流水，最後他也摘下一朵花，放在橋邊的石頭上。

## 演員
括弧內的數字為出場的段落。
- 我（3～8）：寺尾聰
- 5歳的我（1）：中野聰彦
- 我的母親（1）：倍賞美津子
- 少年的我（2）：伊崎充則
- 桃樹精靈（2）：建美里
- 姊姊（2）：鈴木美惠
- 雪女（3）：原田美枝子
- 野口二等兵（4）：頭師佳孝
- 少尉（4）：山下哲生
- 梵谷（5）：馬丁·斯科塞斯
- 發電廠的男人（6）：井川比佐志
- 抱著小孩的女人（6）：根岸季衣
- 鬼（7）：碇矢長介
- 老人（8）：笠智衆

## 拍攝製作人員
- 導演、脚本、剪輯：黑澤明
- 製作：黑澤久雄、井上芳男
- 製作協助：亞倫・H・里巴特、飯泉征吉
- 演出助理：本多豬四郎
- 音樂：池邊晉一郎
- 攝影：齋藤孝雄、上田正治
- 錄音：紅谷愃一
- 服裝：和田惠美子
- 助理導演：小泉堯史
- 製作經理：野上照代

## 拍摄地
第1話「日照り雨」
- 門：静岡県御殿場市一木塚
- 虹：静岡県御殿場市板妻
- 杉並木：山梨県富士吉田市5558　浅間神社

第2話「桃畑」
- 竹林：京都府向日市物集女町長野乙三
- 雛段：神奈川県横浜市緑区三保町1239
- 桃畑：山梨県東八代郡一宮町新倉

第4話「トンネル」
- 金時隧道：神奈川県南足柄市矢倉沢2716-2

第5話「鴉」
- 跳ね橋：静岡県御殿場市一木塚
- 麦畑：北海道網走郡女満別町朝日

第6話「赤富士」
- 断崖：東京都三宅島三宅村坪田
- 断崖…切り返し：東京都三宅島三宅村雄山
- 群衆シーン：静岡県御殿場市東山

第7話「鬼哭」
- 合成用歩き：東京都三宅島三宅村雄山
- タンポポ・血の池：静岡県御殿場市太郎坊

第8話「水車のある村」
- 水車のある村：長野県南安曇郡穂高町1692　大王わさび農場

## 外部連結
- （英文）IMDb: Dreams (1990) （页面存档备份，存于）
- 黑澤明《夢》（Dreams） （页面存档备份，存于）